# Bangui Sporting Club
 (septembre 2024).
Le Bangui Sporting Club est un club de basket-ball basé à Bangui, en République Centrafricaine. L'équipe évolue dans le Ligue du basket-ball de Bangui (LBBB). Fondé en 2017, le club était auparavant connu sous le nom de GIBA-BCAGS. En 2024, Bangui Sporting Club a fait ses débuts dans la Ligue africaine de basket-ball (BAL), devenant ainsi la première équipe de la République Centrafricaine à participer à cette compétition.
Le club a été fondé par l'ancien joueur professionnel et membre de l'équipe nationale Cyrille Damango.

## Récompenses
- Champion(ne) de la Ligue de Basket-ball Masculin et Féminine de Bangui[4].
- Champion de la Zone 4 Compétition ROAD TO BAL Yaoundé Octobre 2023[4].
- Vainqueur du groupe B en 2023, Bangui Sporting Club est qualifié pour l'Elite 16[5].
- Qualification à la BAL en 2023, Bangui Sporting Club remporte le titre de division ouest à Yaoundé au Cameroun qui a eu lieu du 26 novembre au 1ᵉʳ décembre 2023[2].

## Palmarès
| Compétitions Nationales                                      | Compétitions Internationales |
| - Ligue du basket-ball de Bangui (3): - Champion: 2022, 2023 | - En 2023, Bangui Sporting Club remporte le titre de division ouest à Yaoundé au Cameroun. - Champion de la Zone 4 Compétition ROAD TO BAL Yaoundé. |